# Alopecia androgenética
Alopecia androgenética é a perda de cabelo que afeta principalmente a parte superior e frontal do couro cabeludo. Em homens, é denominada alopécia androgenética de padrão masculino e em mulheres alopécia androgenética de padrão feminino. Em homens, manifesta-se sobretudo pelo recuo da área com cabelo, enquanto em mulheres se manifesta por cabelos progressivamente mais finos.
Acredita-se que a perda de cabelo masculina seja causada por uma combinação de fatores genéticos e da hormona masculina di-hidrotestosterona. No entanto, as causas em mulheres ainda não são totalmente compreendidas.
O tratamento pode consistir em simplesmente aceitar a condição. Entre outros possíveis tratamentos estão os medicamentos minoxidil ou finasterida, ou cirurgia de transplante capilar. No entanto, as evidências para a eficácia da finasterida em mulheres são de poucas e pode causar malformações do feto se for tomada durante a gravidez.
A alopecia androgenética é a causa mais comum de perda de cabelo e afeta cerca de 50% dos homens e 25% das mulheres por volta dos 50 anos de idade.